# ريكس كوربيت
ريكس كوربيت (بالإنجليزية: Rex Corbett)‏ (1878 في المملكة المتحدة - 2 سبتمبر 1967) هو لاعب كرة قدم بريطاني (وحمل سابقاً جنسية المملكة المتحدة لبريطانيا العظمى وأيرلندا) في مركز الهجوم. شارك مع منتخب إنجلترا لكرة القدم. أما مع النوادي، فقد لعب مع Old Malvernians F.C. ‏.

## وصلات خارجية
- ريكس كوربيت على موقع ناشيونال فوتبول تيمز (الإنجليزية)